# ピョンコ節
ピョンコ節（ぴょんこぶし）は、4分の2拍子または4分の4拍子の曲で、1拍を付点8分音符+16分音符で表される飛び跳ねているような、あるいはスキップしているような、タンタ｜タンタ｜タンタというリズム、およびそのリズムを中心に構成されている楽曲のことである。すなわち1拍のなかのふたつの8分音符を前の音が長くなるように不均等に分割する。作曲者によっては、8分音符の連続で表記し、「はずみをつけて」「はずんで」などの曲想標語でそれを指示することもある。
由来は、野口雨情作詞・中山晋平作曲の童謡「蛙（かはづ）の夜まはり」のリフレインにある「ガッコ　ガッコ　ガ　ハ　ピョンコ　ピョンコ　ピョン」から。
合唱サークルやアマチュアバンドなどで、一種の符牒として用いられていた。信頼できる書物でこの語が使われているのは、藍川由美著「これでいいのか、にっぽんのうた」が唯一のものと思われる。

## 七五調とピョンコ節
もっとも古いピョンコ節は、戊辰戦争を歌った「宮さん宮さん」（トコトンヤレ節）とされている。民謡では、「鹿児島おはら節」と「金比羅ふねふね」がそうだが、これらのメロディーは比較的新しいものと思われる。
明治時代になると、唱歌や軍歌を中心に非常に増える。これは日本語の歌詞として七五調が定着し、それを速く歌うようにすると、ピョンコ節が一番自然で覚えやすくなるからのようである。歌誌の節数の多い、鉄道唱歌や電車唱歌、散歩唱歌などはすべてこれである。